# ルネサンス音楽
ルネサンス音楽（ルネサンスおんがく）は、ヨーロッパにおいて、15世紀から16世紀のルネサンス期に作られた音楽の総称である。中世西洋音楽とバロック音楽の中間に位置し、その中心をなすのは、ポリフォニーによる声楽、とくに、宗教曲である。中世・ルネサンス音楽をまとめて、初期音楽 early musicということがある。

## 音楽における「ルネサンス」の概念
ルネサンスとは「再生」を意味する言葉で、古代ギリシャ・ローマの復興を目指した14世紀から16世紀頃の（主にイタリアの）文化運動（絵画、彫刻、建築、文学）に適用される概念である（ルネサンスの項目を参照）。一方で同時代の北方のブルゴーニュ等にも新しい芸術・文化の動きが生まれつつあり、これらは「古代の復興」という意識とは直接の関係を持たないが、「ルネサンス期」の芸術と呼ばれる。
音楽に関しては、古代ギリシア・ローマ時代の音楽を復興しようという動きはイタリアを中心として常にあったが、理論を中心とする議論にとどまっており、実際の音楽の復元という観点ではそれほどの発展はなかった。15世紀から16世紀のヨーロッパの音楽で「ルネサンス音楽」と呼ばれるものの多くは、古代の音楽を復興した音楽という意味ではなく、美術、芸術、文化史における「ルネサンス」期に対応する時代の音楽という意味である。

## 概要
ルネサンス音楽は、イギリスのジョン・ダンスタブルが大陸にイギリス独自の3度・6度の和音を伝え、それがフランスのイソリズムなどの高度なリズム技法によるアルス・ノーヴァの音楽、イタリアのトレチェント音楽の持つ優美な旋律の作風と統合されることによって始まった。その初期に重要な役割をしたのは、デュファイとそれに続くブルゴーニュ楽派と呼ばれる作曲家達である。
ルネサンス音楽中期においては、ジョスカン・デ・プレなどに代表されるフランドル楽派が活躍し、通模倣様式 を用いた循環ミサ曲、モテットなどの宗教曲や、シャンソンと呼ばれる世俗曲を作曲した。
いわゆる美術文化史のルネサンス芸術はイタリアがその中心地であったが、初期、中期までのルネサンス音楽に関してはブルゴーニュ、フランドルが重要である。音楽に関しても、イタリアの教皇庁をはじめ各地の宮廷や教会はヨーロッパにおける文化パトロネージの中心地であったが、そのイタリアにあっても、宮廷や教会付きの音楽家はその多くがフランドル、ブルゴーニュの出身者で占められていた。14世紀から15世紀にかけて、フランドル地方は商業によって栄え、当時のアルプス以北のヨーロッパの経済・文化の一大中心地となった。この地域を統治したブルゴーニュ公国が文化・芸術を奨励したため、各都市の聖堂の聖歌隊は、欧州の音楽家の養成所となっており、ここで才能を発揮した音楽家（歌手）は、主としてイタリア、そしてドイツ、東欧、スペインなどに出稼ぎに行ったのである。特にローマ教皇庁に勤務して聖職禄をもらい、晩年は、フランドルの聖堂参事会員として悠々自適の暮らしをするのが流行となった。この出稼ぎと、写本や16世紀以降の出版楽譜の普及によって、フランドル風の音楽様式は全ヨーロッパに普及した。
15世紀末から16世紀前半にかけて、イベリア半島のスペインやポルトガルでは大航海時代を迎えて国力の絶頂期にあり、トマス・ルイス・デ・ビクトリアなどの音楽家が活躍した。イギリスにおいては、トマス・タリスやウィリアム・バードらが活躍した。
ルネサンス音楽後期になると、イタリアでローマ楽派、ヴェネツィア楽派などが活躍した（音楽におけるマニエリスム）。この時期のイタリアではマドリガーレと呼ばれる世俗曲が勃興し、モノディー様式の発生とともにバロック音楽への移行の基礎を作った。
この時期のドイツはいまだ文化後進地域の色合いが強く、本格的な音楽文化の発展はバロック期までまたねばならなかった。

## 時代区分
ルネサンス音楽は、様式的に3つの時期に区分することができる（ルネサンス音楽の作曲家一覧も参照）。
- 初期ルネサンス（1420～1470年頃）
  - ダンスタブル（イギリス）
  - デュファイ、バンショワ（ブルゴーニュ楽派）
- 中期ルネサンス（盛期ルネサンス：1470～1520年頃）
  - オケゲム、アグリコラ、イザーク、ジョスカン・デ・プレ、オブレヒト（フランドル楽派）
- 後期ルネサンス（1520～1600年頃）
  - ラッソ（フランドル楽派）
  - パレストリーナ（ローマ楽派）
  - モラーレス、ゲレーロ、ビクトリア（スペイン）、ロボ（ポルトガル）
  - タリス、バード（イギリス）
  - ヴィラールト、デローレ（ヴェネツィア楽派）、ヴェルト、マレンツィオ、ジェズアルド、モンテヴェルディ（後期イタリアルネサンス）

## 形式と様式

### 宗教曲（教会音楽）
16世紀の宗教改革にもかかわらず、ローマ・カトリック教会はルネサンス期を通して多くの富と影響力を持っており、この時代の音楽家の多くが教会に雇われていた。そのため、ルネサンス音楽の中心的なレパートリーはカトリック教会の典礼のための音楽である。ミサ曲やモテットがこれにあたり、通常ポリフォニーで書かれ、歌詞はラテン語であった。デュファイに始まる宗教音楽の系譜ではグレゴリオ聖歌や民衆に広まった世俗曲を定旋律として用いた循環ミサ曲がその模範であり、ジョスカン・デ・プレによる通模倣様式の確立によって完成の域に入った。
作曲家たちは目新しさや意外性を追求し、ポリフォニーをどんどんと複雑化させていった。このことに対し、本来儀式で重要な意味を占める典礼文のラテン語語句を聞き取るのが困難になったと指摘するものがおり、対抗宗教改革の流れの中でトレント公会議は「歌詞の聞き取りを困難にするほどの」過剰なポリフォニーを典礼で用いることを禁じた。パレストリーナやビクトリアの作品は、このトレント公会議の方針に沿って書かれたものといえる。

### 世俗曲
宮廷に雇われた音楽家たちは、宮廷の行事や貴族の娯楽のための音楽を書いた。初期、中期ルネサンスまでは人気のある音楽家のほとんどはフランドル出身であり、世俗曲ではフランス語を歌詞としたシャンソンがその中心であった。宗教音楽を書いた作曲家の多くはシャンソンを書いたが、クレマン・ジャヌカンのように専らシャンソンによって知られる作曲家もいる。いくつかのシャンソンは広く知られるようになった。これら有名な旋律は逆に宗教音楽の定旋律として引用されたり、ポリフォニー構造そのものを宗教曲で引用したり（パロディ・ミサ）、また、他の作曲家の世俗曲に引用されたりもした。
一方、イタリア半島ではフロットーラという形式の世俗曲があった。シャンソンよりもモノフォニックで旋律重視の傾向があったとされる。後期ルネサンスにはフロットーラから発展して、マドリガーレやヴィラネッラがつくられるようになる。マドリガーレはペトラルカやボッカチオ、タッソなどの高尚な内容の詩を歌詞を持っており、一方ヴィラネッラはより卑近で時に猥雑な歌詞を持つ。マドリガーレでは高度に詩的に書かれた歌詞の内容を音楽的にいかに表出するかを追求する傾向が生じた（マドリガリズム）。ルネサンス中期までは、声楽曲に対してもどの音符でどの歌詞を歌うかが楽譜で指定されていなかったが、マドリガーレの発展のなかで、音譜に対する歌詞付けを作曲家が細かく指定する習慣が初めて生まれた。

### 器楽
ルネサンス期のレパートリーの中心は上記声楽曲であるとはいえ、さまざまな場面で楽器が用いられていた。宗教音楽の伴奏にはオルガン、また宮廷行事に際しては各種管楽器、弦楽器が用いられていた。しかし、盛期ルネサンスまでは器楽のためだけに作曲された音楽はほとんど見られず、有名な声楽曲の編曲などが主なレパートリーであったと思われる。ルネサンス末期には、典礼音楽のいくつかをオルガンや合奏による器楽に置き換えることが行われた。この時期の器楽曲では、使用楽器を明記していないものも多い。鍵盤音楽やリュート音楽ではリチェルカーレ、ティエント、トッカータ、合奏音楽ではカンツォン、ソナタといった形式を生み、バロック音楽における器楽の隆盛のきっかけを作った。

### バロック音楽への移行
マドリガーレの発達やトレント公会議のポリフォニーの禁止によって、イタリアを中心として、フランドルスタイルのポリフォニーを捨てて、歌詞や物語を劇的に表出することや、ディミニューションと呼ばれる装飾で音楽を華やかに彩る考え方が発展していった（マニエリズム、モンテヴェルディの「第2の作法」）。この動きの中で重要なもう一つの要素がモノディー様式の出現である。これは、古代ギリシアの劇音楽の復元を目的として文字通りルネサンス的な活動をしたフィレンツェのカメラータで生じたものであり、キタローネなどの伴奏による独唱あるいは重唱のスタイルを取り、マドリガーレと同様リフレインを持たない形式を持っており、レチタティーボの原型となった。カメラータのヤコポ・ペーリらは1597年に音楽劇「ダフネ」を上演したがこれは、世界で最初のオペラ上演とされる。この、マドリガーレやモノディー形式の探求の中から通奏低音の考え方が発達してバロック音楽へと移行していくこととなる。

## 日本への影響
1549年、イエズス会のフランシスコ・ザビエルによって伝えられたキリスト教は、同時にキリシタン音楽を日本に伝えた。グレゴリオ聖歌、ルネサンス音楽である。これらの音楽は、キリスト教が禁止されるまでの半世紀以上にわたり、日本でも演奏された。1601年のイエズス会年報には、日本でオルガンが作製されたとの記録がある。
しかし、1614年（慶長19年）徳川幕府のキリスト教追放によって楽器や音楽史料などの殆どは消滅した。1605年長崎で印刷されたグレゴリオ聖歌を含む典礼書で、日本最古の2色刷り印刷本でもある「サカラメンタ提要 Manuale ad sacramenta ecclesiae ministranda」、16世紀末～17世紀初頭に成立した仮名文字によってラテン語典礼文を筆写した「耶蘇教写経」（東京国立博物館所蔵）、キリスト教禁止令後、長崎県生月島の隠れキリシタンたちが口伝してきた「オラショ」が、この時期の数少ない貴重な音楽資料となっている。